# O
O je 15. písmeno latinské abecedy. O je samohláska.
- V biochemii je O symbol pro aminokyselinu pyrolysin.
- V češtině je o předložka – viz heslo o ve Wikislovníku.
- V chemii
  - O je značka kyslíku.
  - názvoslovná předpona o- (ortho) označuje sousední polohy (1,2) benzenoidního cyklu
- V informatice se používá O na porovnávání rychlostí růstu funkcí v rámci asymptotické složitosti.
- V kinematografii je O název amerického filmu z roku 2001.
- V matematice
  - 𝕆 obvykle označuje množinu oktonionů.
  - o někdy označuje nulový vektor.
- Óčko je název české televizní hudební stanice.
- V astronomii je O označení jedné ze spektrálních tříd hvězd.
- V literatuře je Příběh O autorky Pauline Réage jednou z nejznámějších knih, zabývajících se sadomasochismem.